# 弓背舌唇兰
弓背舌唇兰（学名：Platanthera platantheroides）为兰科舌唇兰属下的一个种。

## 扩展阅读
維基物種上的相關：弓背舌唇兰